# Enter: The Conquering Chicken
Enter: The Conquering Chicken – drugi album zespołu The Gits wydany w 1994 przez wytwórnie C/Z Records i Broken Rekids. Materiał nagrano w 1993. Reedycja z 2003 dokonana przez wytwórnię Broken Rekids zawiera dodatkowo nagrania z koncertu w Portland (Oregon) dokonane w czerwcu 1993. 

## Lista utworów
wersja LP (1994)
1. "Bob (Cousin O.)" (M. Zapata, J. Spleen, M. Dresdner) – 3:04
2. "Guilt Within Your Head" (M. Zapata, J. Spleen) – 2:26
3. "Seaweed" (M. Zapata) – 2:23
4. "A Change Is Gonna Come" (S. Cooke) – 4:03
5. "Precious Blood" (M. Zapata, J. Spleen) – 3:46
6. "Beauty of the Rose" (M. Zapata, J. Spleen) – 2:36
7. "Drunks" (M. Zapata, J. Spleen) – 1:37
8. "Italian Song" (D. Alighieri, J. Spleen) – 2:07
9. "Social Love I" (M. Zapata, J. Spleen) – 2:39
10. "Social Love II" (M. Zapata, J. Spleen) – 1:51
11. "Spear & Magic Helmet" (M. Zapata, J. Spleen) – 2:43
12. "Drinking Song" (M. Zapata, J. Spleen) – 2:55
13. "Sign of the Crab" (M. Zapata, J. Spleen) – 2:33

wersja CD (2003)
1. "Bob (Cousin O.)" (M. Zapata, J. Spleen, M. Dresdner) – 3:03
2. "Guilt Within You Head" (M. Zapata, J. Spleen) – 2:25
3. "Seaweed" (M. Zapata) – 2:24
4. "A Change Is Gonna Come" (S. Cooke) – 4:13
5. "Precious Blood" (M. Zapata, J. Spleen) – 3:45
6. "Beauty of the Rose" (M. Zapata, J. Spleen) – 2:36
7. "Drunks" (M. Zapata, J. Spleen) – 1:37
8. "Italian Song" (D. Alighieri, J. Spleen) – 2:07
9. "Social Love I" (M. Zapata, J. Spleen) – 2:39
10. "Social Love II" (M. Zapata, J. Spleen) – 1:50
11. "Daily Bread" (M. Zapata, J. Spleen, M. Dresner) – 4:32
12. "Sign of the Crab" (M. Zapata, J. Spleen) – 2:33
13. "Drinking Song" (M. Zapata, J. Spleen, M. Dresner) – 2:54
14. "I'm Lou" – 1:55
15. "New Fast One" (M. Zapata, J. Spleen) – 1:55
16. "Crab (Live)" – 2:46
17. "Seaweed (Live)" – 2:29
18. "Rose (Live)" – 2:44
19. "Whirlwind (Live)" – 2:59
20. "New Fast One (Live)" – 2:44
21. "Bob (Live)" – 3:03
22. "A Change Is Gonna Come (Live)" – 4:02

## Skład
- Mia Zapata – śpiew
- Joe Spleen – gitara
- Matt Dresdner – gitara basowa
- Steve Moriarty – perkusja

produkcja
- Scott Benson – producent
- The Gits – producent